# Ring of Kerry

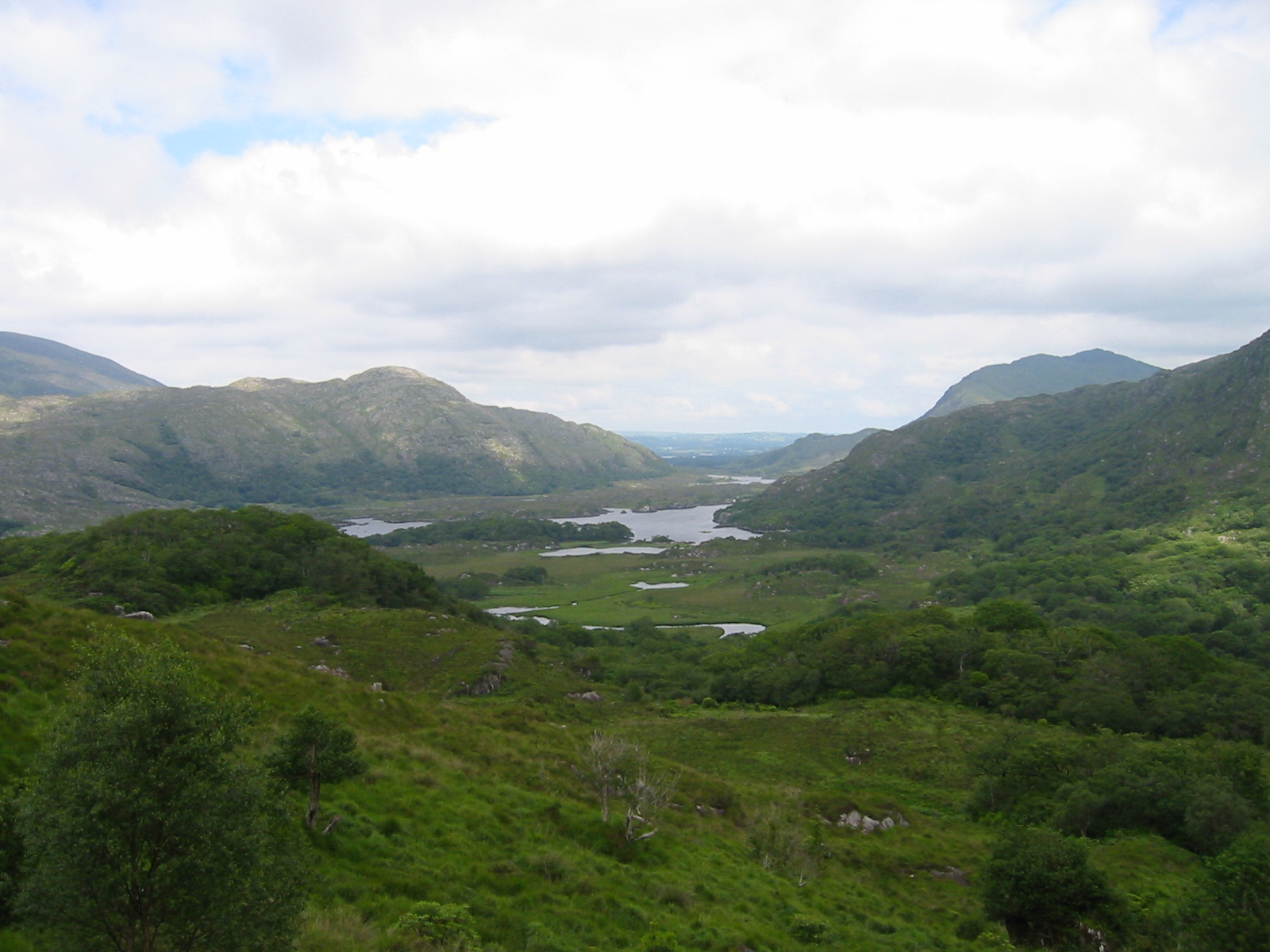
Ladies View, Damernas utsikt

Ring of Kerry är en känd turistväg i Kerry i den sydvästra delen av Irland. Den 170 km långa rundturen följer riksvägarna N70, N71 och R562. Den börjar vid Killarney, och går runt Iveraghhalvön, genom Kenmare, Sneem, Waterville, Cahersiveen och Killorglin.
Sevärdheter och utsiktspunkter är bland andra: Slottet Muckross House (vid Killarney), Staigue stenfort och Derrynane House, som var hem åt Daniel O'Connell. Strax söder om Killarney finns Ross Castle, Killarneysjöarna och Ladies View. Allt detta är attraktioner längs Ring of Kerry inom Killarney National Park.
Många bussbolag kör rundturer som följer Ring of Kerry. På många ställen är vägarna smala och det är svårt för bussar att passera varandra. Därför tillämpas regeln att bussarna kör rundturen motsols och bilarna kör medsols, för att inte bussar och bilar ska hindra varandra.
Det finns också en skyltad cykelväg utefter mindre vägar och en vandringsled längs stigar och mindre vägar. Denna led är Irlands längsta uppmärkta vandringsled med sina 215 km. Cykelvägen och vandringsleden följer någorlunda väl bilvägen Ring of Kerry.
Rundturen passerar många olika landskapstyper med många utsikter och varierad vegetation. Någon av de högsta topparna och en del utsiktspunkter kan inte nås av turister, på grund av att irländsk lagstiftning inte tillåter att man rör sig fritt i naturen om man inte har fått markägarens tillåtelse. 

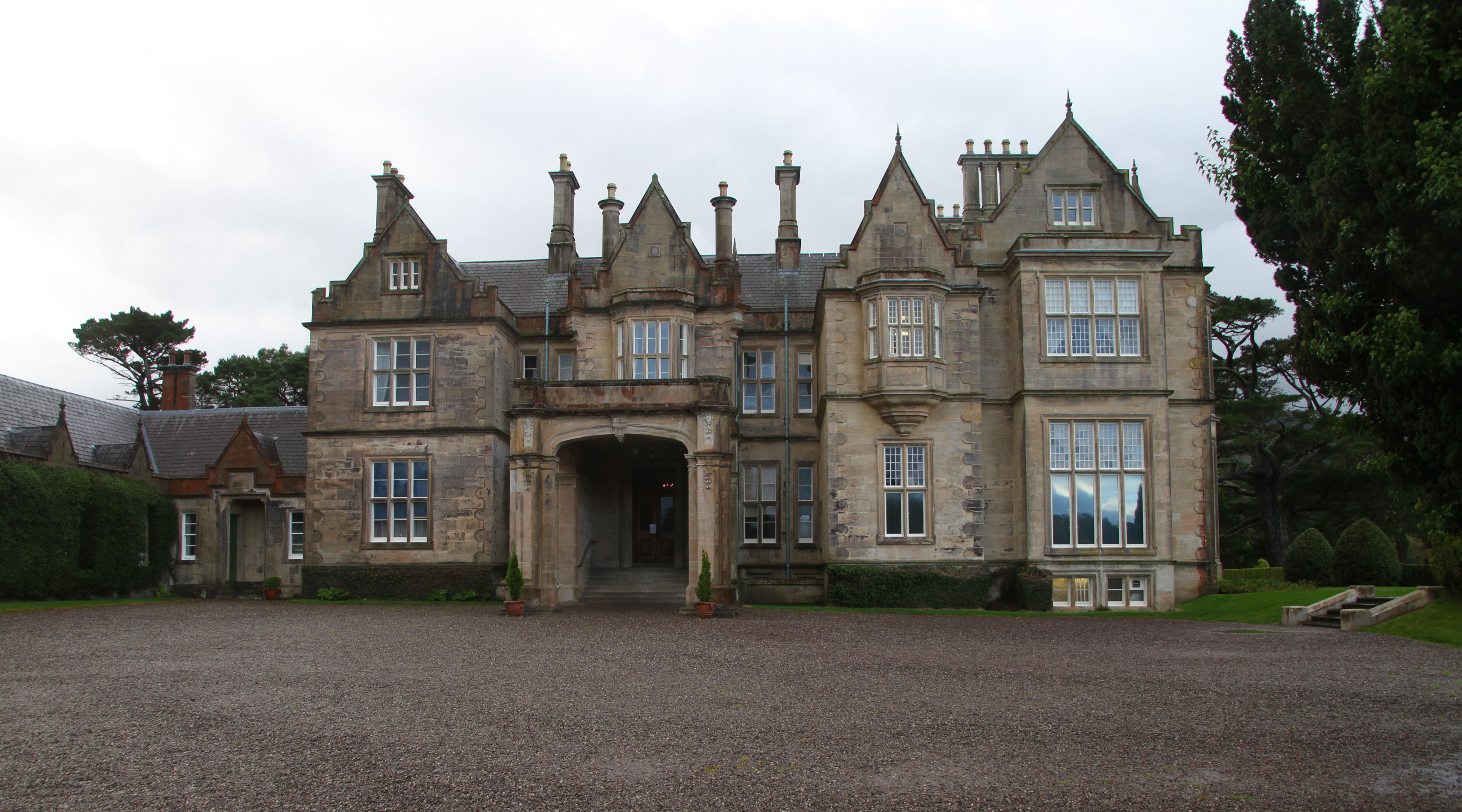
Muckross House
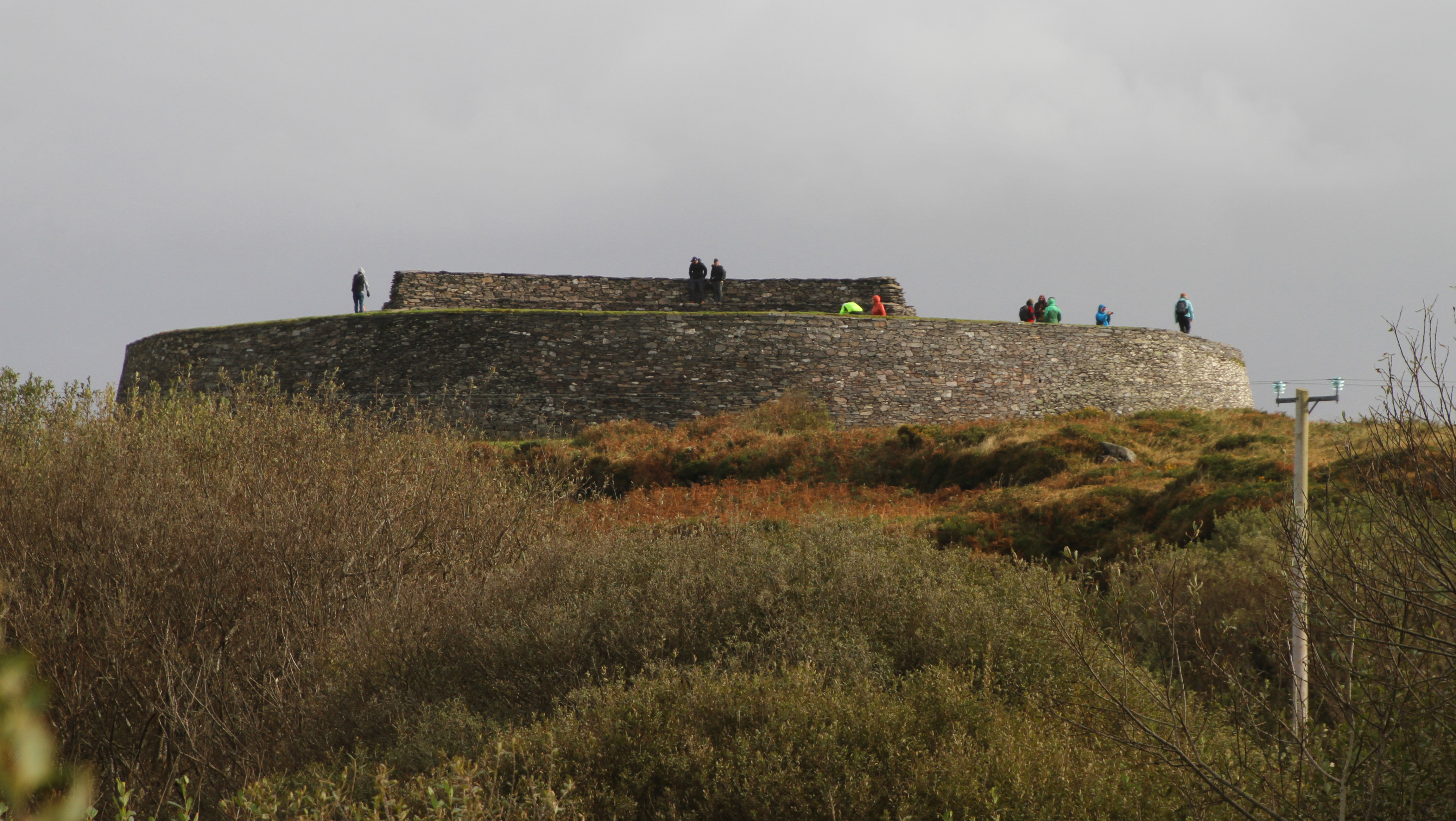
Cahergall Stone Fort
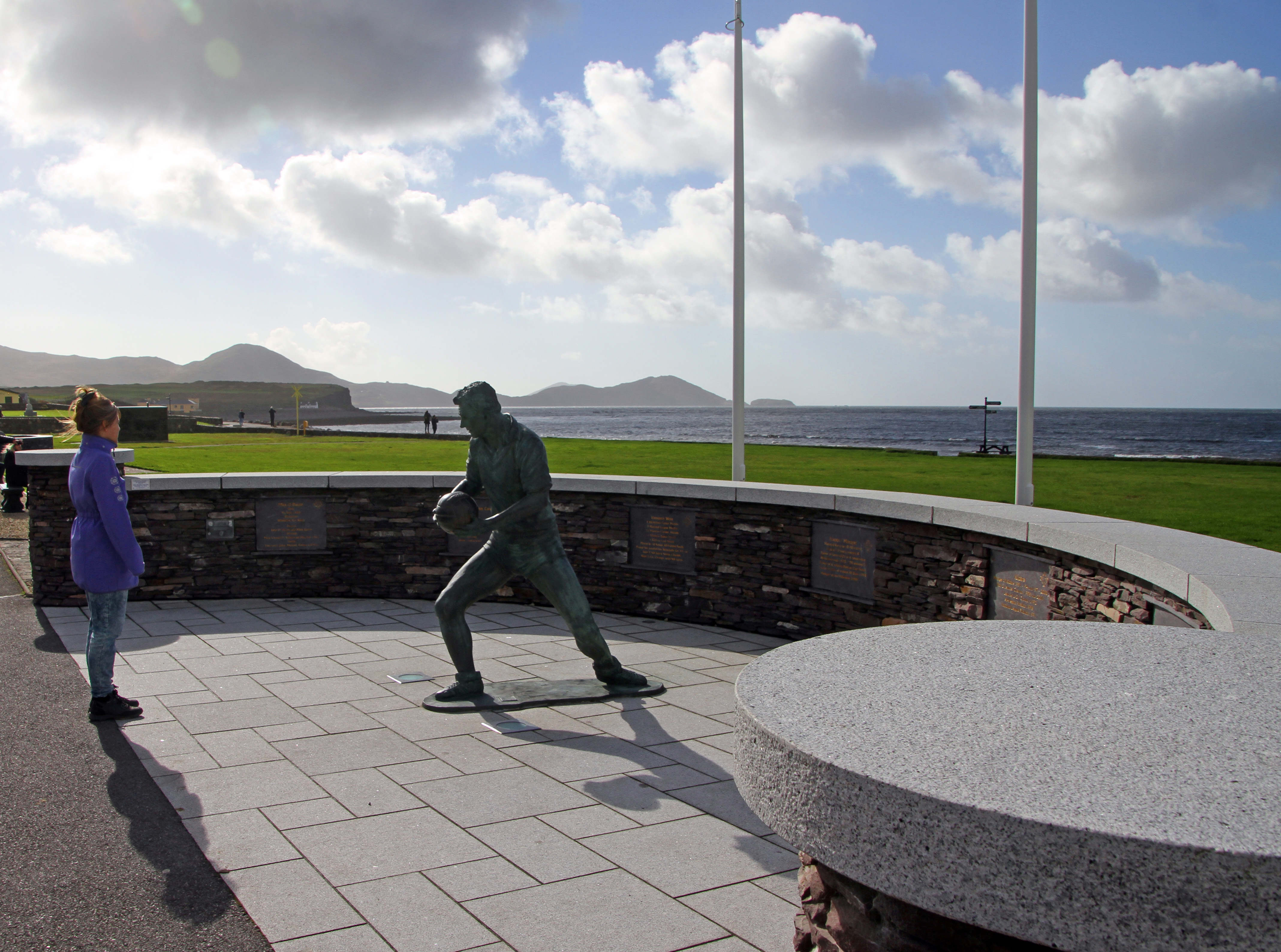
Waterville, Mick O'Dwyer
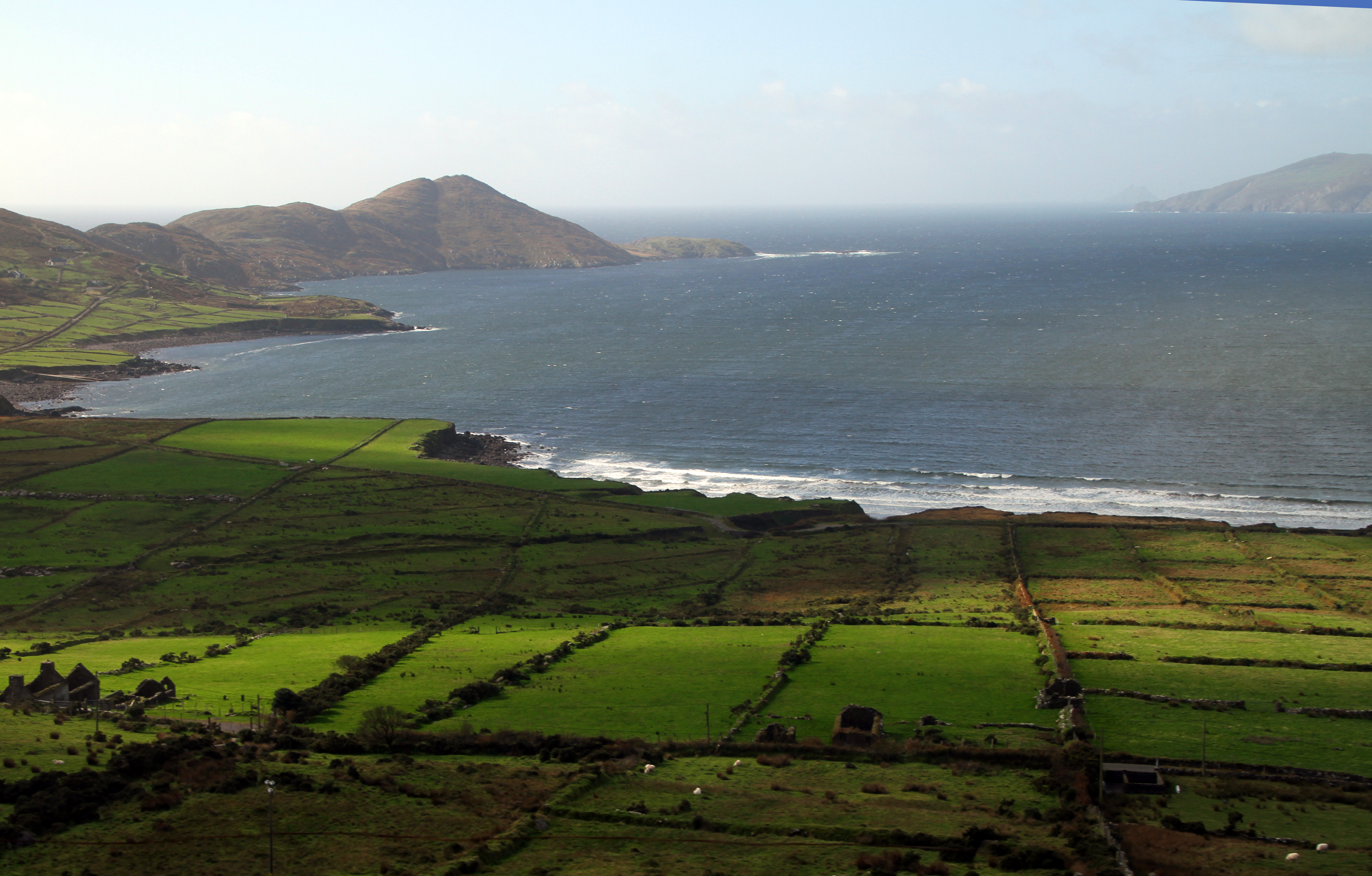
Ballinskelligs Bay
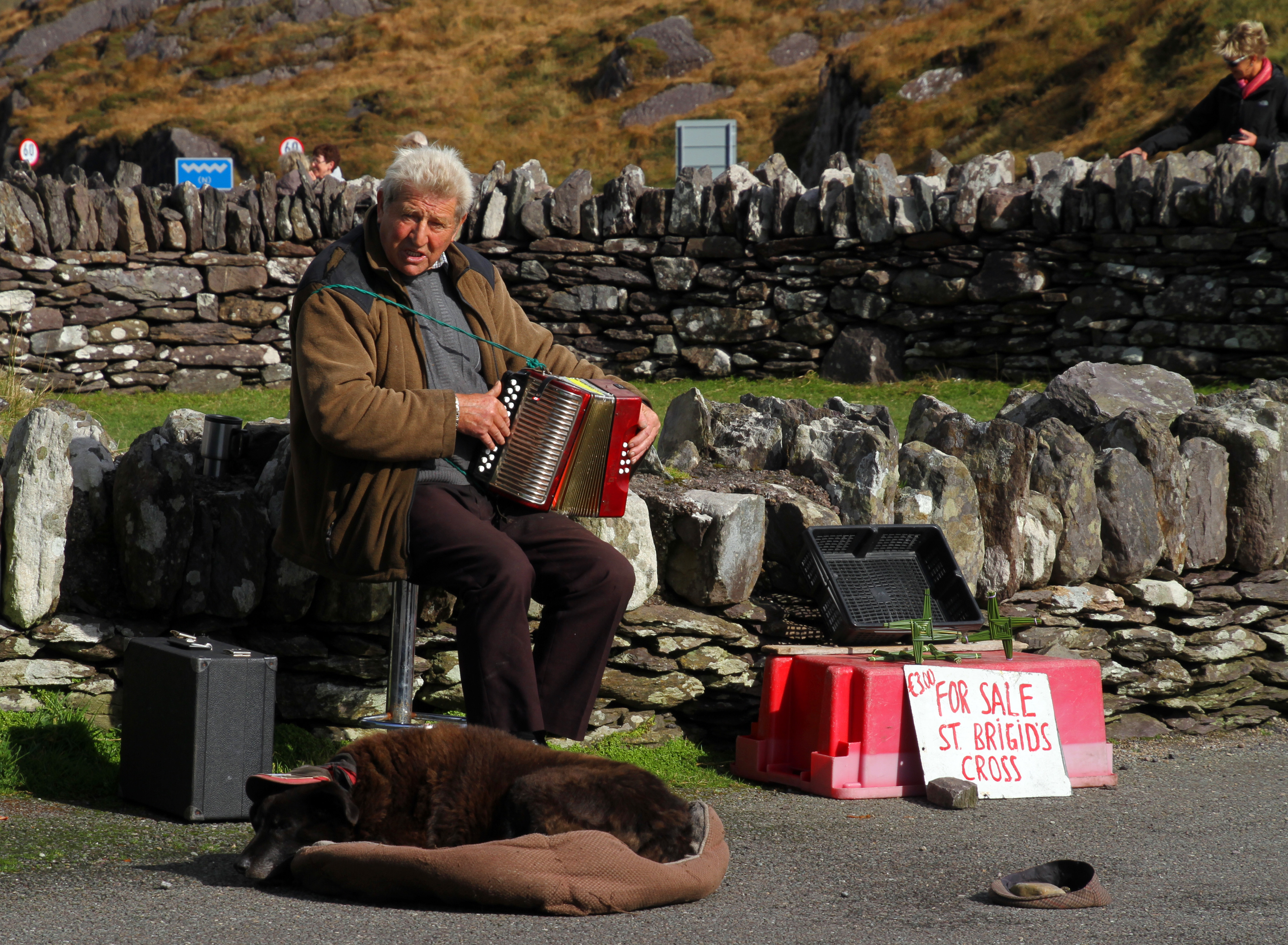
Beenarourke
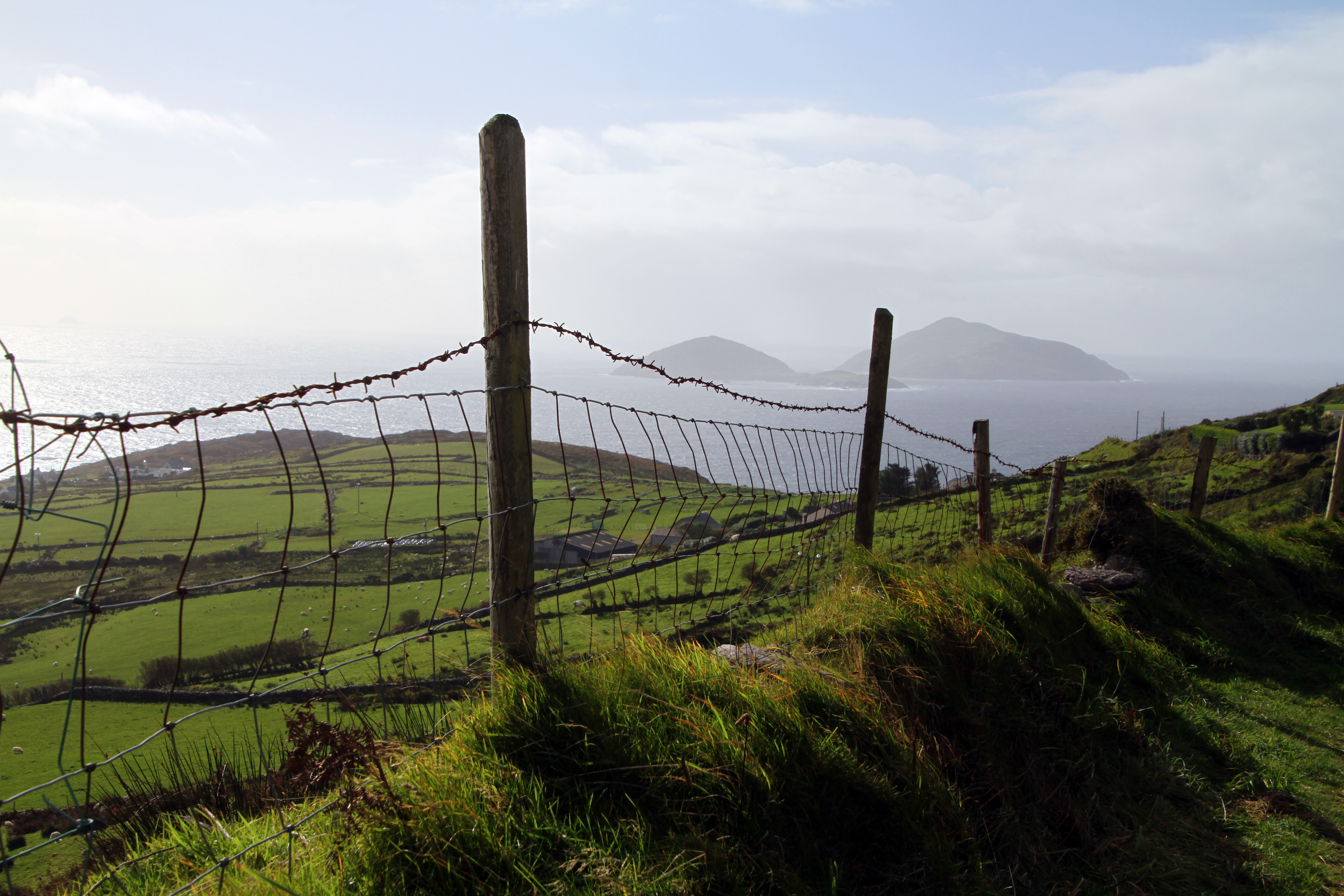
Caherdaniel
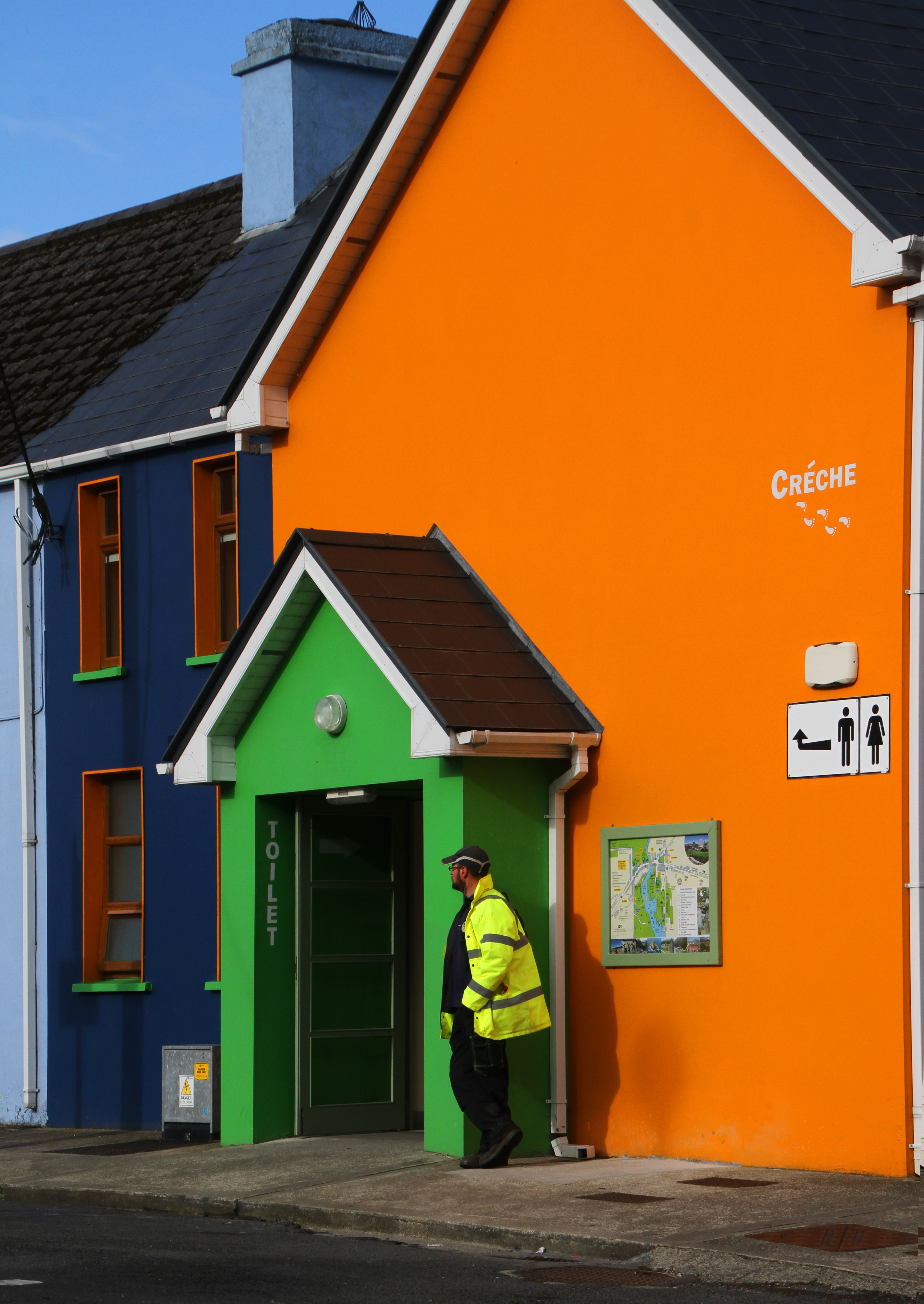
Sneem